# 幸田清喜
幸田 清喜（こうだ きよき、1904年（明治37年） - 1992年（平成4年）12月2日）は、日本の地理学者。
東京文理科大学卒、第四高等学校教授、1953年「北陸工業地域の実証的研究」で東京教育大学より理学博士の学位を取得。東京教育大学教授、1967年定年退官、名誉教授、千葉敬愛経済大学教授。

## 著書
- 『日本の断面 東海道の旅』恒春閣、1959
- 『日本の断面 山陽・九州の旅』恒春閣、1961
- 『新制高校地理の研究』金子書房、1962

### 共編著
- 『地理A』東京書籍、1964
- 『日本の工業化』辻本芳郎、沢田清共編 古今書院 形成選書、1966
- 『朝倉地理学講座 第11 経済地理学 第2』編 朝倉書店、1967
- 『日本の地理 郷土』編 世界文化社 カラー図鑑百科、1969
- 『日本の地理 国土と産業』編 世界文化社 カラー図鑑百科、1969
- 『地理A カラー版』共著 学習研究社 高校ベストコース、1976

### 監修
- 『学習図説シリーズ 社会科大系 地理編 北アメリカ』別技篤彦共監修 学習研究社、1964
- 『学習図説シリーズ 社会科大系 地理編 九州地方』林実共監修 学習研究社、1964
- 『世界のカード 2 (東アジア)』海後宗臣、班目文雄共監修 世界文化社、1965
- 『世界のカード 5 (南アジア)』海後宗臣、班目文雄共監修 世界文化社、1965
- 『世界のカード 6 (西アジア)』海後宗臣、班目文雄共監修 世界文化社、1966
- 『社会科大系 地理編 15 (アフリカ・オセアニア・極地)』共監修 学習研究社 学習図説シリーズ、1966

### 参考
- 幸田清喜先生略歴・著作目録  東京教育大学地理学研究報告、1967 - 03
- 『人物物故大年表』